# Rassegna stampa
Per rassegna stampa si intende la lettura comparata dei mezzi d'informazione. Inizialmente limitata alle notizie pubblicate su giornali e periodici, oggi si è estesa a tutti gli altri media (tv, radio, giornali online) e alle reti sociali. Le notizie della rassegna stampa vanno a costituire un archivio.
La rassegna stampa nacque a Londra verso la metà del XIX secolo grazie ad un giornalaio polacco di nome Henry Romeike, il quale vendeva a personaggi dello spettacolo (attori, scrittori e musicisti) i giornali contenenti gli articoli che li vedevano coinvolti.

L'attuale società postmoderna, chiamata anche società dell'informazione, si caratterizza per il bisogno costante di far circolare le informazioni. Ai media tradizionali si sono progressivamente affiancati i media digitali: non si può ignorare il fatto che Internet (attraverso i social network e i blog) abbia cambiato profondamente il mondo della comunicazione. Tuttavia, i media tradizionali continuano ad avere grande importanza: lo dimostra il fatto che i giornali continuano ad essere letti da milioni di persone ogni giorno. Molte notizie si diffondono nei social network e si commentano direttamente online, altre volte invece le notizie che provengono dai blog finiscono sulla stampa.

## Usi della rassegna stampa
La rassegna stampa è un utile strumento d'informazione. Può avere diversi scopi in relazione al soggetto che la esegue.
Per una testata giornalistica
La rassegna stampa è parte integrante dell'attività professionale della redazione. Attraverso di essa un giornale si confronta con le altre testate: rileva eventuali scoop della concorrenza nonché i “buchi” presi (cioè le notizie non pubblicate ma che invece sono apparse sugli altri giornali).
Per un ente o organizzazione
Un ente comunale prende decisioni che hanno un impatto sulla collettività (si pensi ad esempio all'apertura di una nuova strada). I comuni hanno interesse a ritrovare sui giornali le notizie che riguardano i provvedimenti adottati. Sono interessati anche a sapere come i mezzi d'informazione registrano e commentano tali decisioni.

La rassegna stampa è mirata e filtrata: comprende solo gli argomenti d'interesse per l'organizzazione. Viene realizzata a cura dell'addetto stampa. Egli si occupa anche di verificare la correttezza delle informazioni e di inoltrare alle testate giornalistiche eventuali richieste di rettifica.
Per un'azienda
La rassegna stampa è la raccolta delle notizie più importanti (Press clipping) tratte dai mezzi d'informazione. Vengono selezionate in ragione della loro rilevanza per l'attività dell'azienda o per le finalità specifiche dei suoi clienti. Permette di conoscere la reputazione di un marchio e di prevenire potenziali crisi di comunicazione. 

La rassegna stampa di un'azienda è “personalizzata”: viene effettuata per settore, prodotto o area geografica. Questo monitoraggio può essere effettuato in due modi:
- «a citazione», ovvero la selezione degli articoli che citano una o più parole chiave significative per il cliente (es. nome cliente, management, prodotti, brand, ecc.)
- «di scenario», ovvero la selezione degli articoli che riguardano lo scenario di azione e di interesse del cliente (es. settore di competenza, concorrenza, normativa, produzione, ecc.).

Questa attività è imprescindibile per tutti i dipartimenti di comunicazione e marketing che curano l'immagine di un marchio aziendale e la rilevanza che esso ha presso il pubblico. Molte volte questo servizio non consiste soltanto nel monitoraggio di un'azienda, ma anche in quello della concorrenza: lo scopo è conoscere le diverse strategie utilizzate e capire come il proprio marchio viene posizionato nel settore. Queste operazioni vengono realizzate da parte di società esterne (per esempio le agenzie di stampa) con un alto sviluppo tecnologico che facilitano i processi e velocizzano i servizi di media monitoring (stampa, radio, tv, web e reti sociali).
In questo nuovo ambiente la rassegna stampa somma gli scopi tradizioni a nuovi utilizzi:
- Monitorare la reputazione del marchio;
- Prevedere le possibili crisi di immagine;
- Misurare l'impatto della strategia di marketing e comunicazione di un'impresa;
- Conoscere meglio la concorrenza;
- Posizionare il marchio nel settore e confrontarlo con quelli della concorrenza;
- Quantificare e valutare economicamente il rendimento del lavoro di comunicazione.

Questo tipo di attività richiede molto tempo e deve essere realizzato giornalmente, e questi sono alcuni dei motivi per cui è praticamente imprescindibile affidarsi ad agenzie esterne.